# Albert Curtis
Albert Curtis, né le 1er janvier 1875 à Adelong et décédé le 12 septembre 1933 à Melbourne, est un joueur australien de tennis des années 1900.

## Palmarès (partiel)

### Titres en simple messieurs
Aucun

### Finales en simple messieurs
|   | Date | Nom et lieu du tournoi                | Catégorie    | Surface | Vainqueur    | Score              | Tableau |
| - | ---- | ------------------------------------- | ------------ | ------- | ------------ | ------------------ | ------- |
| 1 | 1905 | Australasian Championships, Melbourne | Grand Chelem | Gazon   | Rodney Heath | 4-6, 6-3, 6-4, 6-4 | Tableau |

### Titres en double messieurs
Aucun

### Finales en double messieurs
Aucune

### Titres en double mixte
Aucun

### Finales en double mixte
Aucune